# Lampetstel

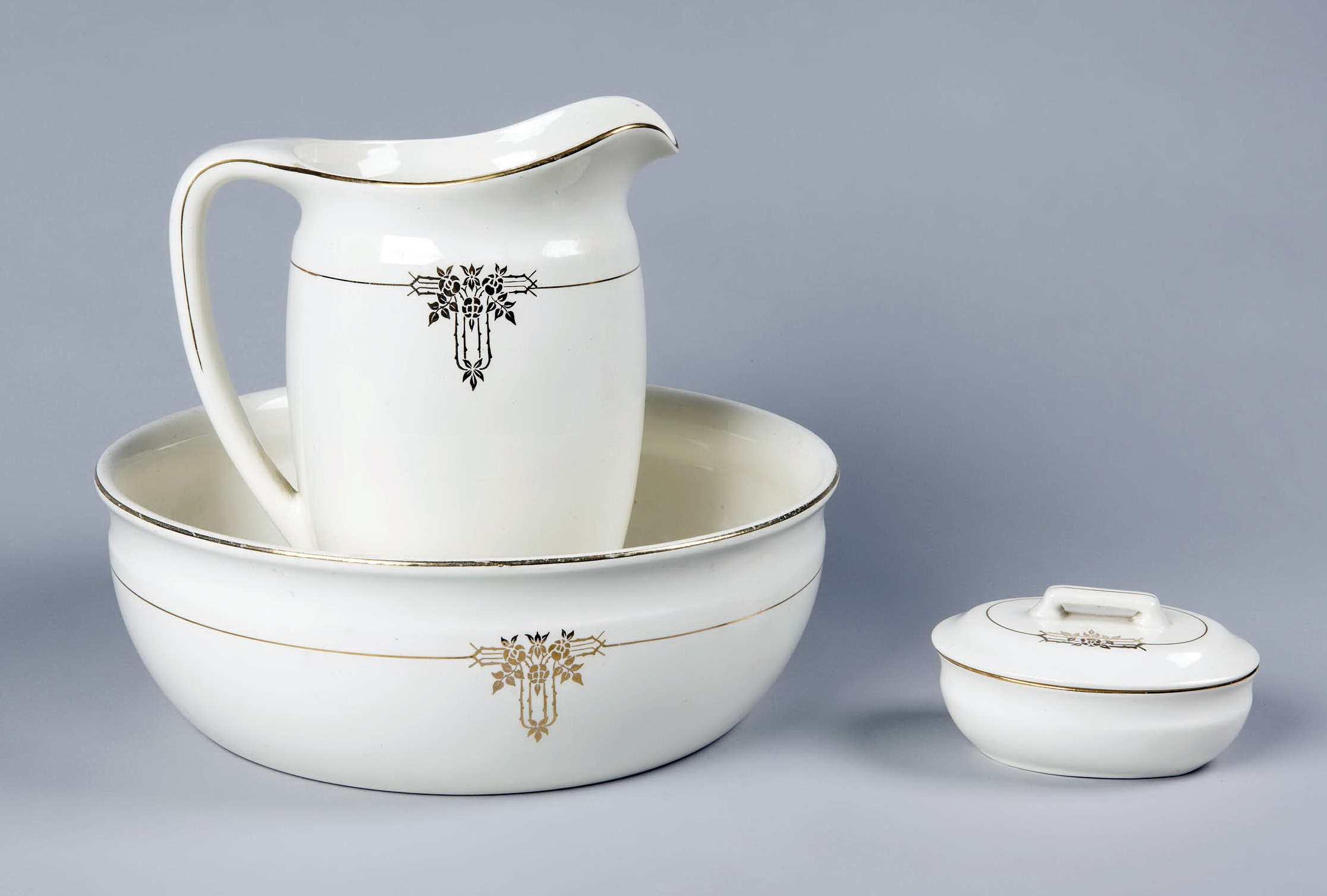
Lampetstel met zeepbakje, gemaakt bij Société Céramique Maastricht

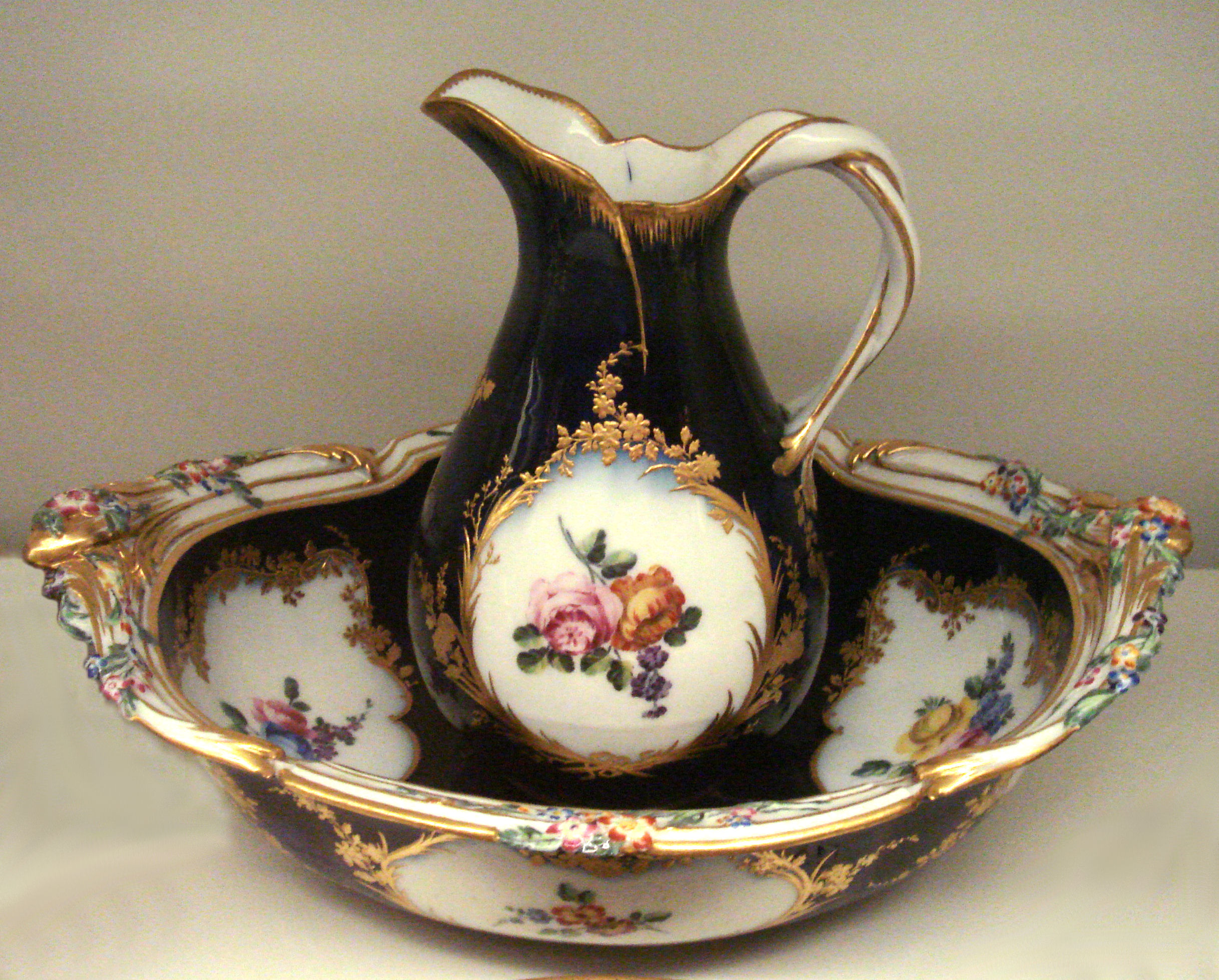
Waskom en waterkan van een 18e-eeuws porseleinen lampetstel.

Het lampetstel is de voorloper van de wastafel. Toen er nog geen stromend water was, gebruikte men het lampetstel in de bad- of slaapkamer om zich te wassen.
Een lampetstel bestaat meestal uit vijf delen:
- waskom
- waterkan – ook lampetkan genoemd
- zeepbakje
- kammenbakje
- po

In de waterkan zat schoon, (warm) water afkomstig uit de keuken. Dit water kon ook buiten worden opgehaald en daarna in de keuken worden opgewarmd. Hiervoor (en ook voor drinkwater) werden op veel dorpspleinen waterpompen geplaatst waar mensen dan hun waterkan konden vullen. De kan was nodig omdat het lastig is om met een waskom met water (een trap op) te lopen. En warm water bleef langer warm in een kan. Het water schonk men in de kom en zo werd deze als wasbak gebruikt. In het zeepbakje werd de zeep bewaard en in het kammenbakje de kammen en borstels. De po werd als pispot gebruikt en stond meestal niet direct naast de rest van het stel.
De meeste lampetstellen zijn gemaakt van aardewerk of porselein, maar er zijn ook uitvoeringen in emaille of zink. Ze waren heel populair in de jaren twintig en dertig van de twintigste eeuw, maar ze werden ook al aan het eind van de 19e eeuw gemaakt. Tot de jaren vijftig van de twintigste eeuw waren lampetstellen niet weg te denken uit de Nederlandse huishoudens. Daarna verdreven vaste wastafels ze uit de badkamers.
Lampetstellen zijn er in alle maten en decoraties. De Nederlandse aardewerkfabriek Société Céramique en Petrus Regout, tegenwoordig Koninklijke Sphinx, beide uit Maastricht hebben samen honderden verschillende lampetstellen op de markt gebracht. Veelal met bloemdecors, maar ook met geometrische vormen uit de art-decoperiode en effen exemplaren.